# Cetnov
Cetnov (németül Zettendorf) Cheb településrésze Csehországban a Karlovy Vary-i kerület Chebi járásában. Korábban önálló település.

## Fekvése
Csehország nyugati határvidékén, Cheb várostól 12 km-re északnyugatra, Bříza településrész szomszédságában, 450 m tengerszint feletti magasságban a Skalka-víztározó északi partján fekszik.

## Története
Írott források elsőként 1221-ben Zetendorf néven említik. A cseh seregek 1462-ben felégették. Birtokosának kúriája is leégett, de a harcok után újjáépítették, s az épület fennállt 1892-ig, amikor tűzvész döntötte romba. 1850-ben Pomezí nad Ohří községhez csatolták. 1930-ban tizenöt lakóházában 97-en laktak. Az Ohře folyó kiszélesítésével 1961 és 1964 között létrehozott Skalka-víztározó újonnan kialakított partvonala behatolt a település területére is. Régi lakóházainak többségét lebontották, s a települést üdülőövezetté alakították át. Egykori épületeiből csupán két lakóház maradt fenn. Állandó lakosainak száma 1980-ban hat főre csökkent le. Közigazgatásilag 1976-ban Cheb városhoz csatolták, jelenleg is annak településrészét alkotja.

## Népessége
A település népessége az alábbiak szerint alakult:
| Lakosok száma | 119  | 97   | 102  | 97   | 106  | 24   | 14   |      | 17   | 104  |
|               | 1869 | 1890 | 1900 | 1921 | 1930 | 1961 | 1970 | 1991 | 2001 | 2021 |

## Nevezetességek
- Cheb vidéki népi építészet jellegzetes épülete
- területén vörös jelzésű turistaút halad keresztül
- vendégfogadók, éttermek

## Fordítás
- Ez a szócikk részben vagy egészben a Cetnov című cseh Wikipédia-szócikk ezen változatának fordításán alapul.  Az eredeti cikk szerkesztőit annak laptörténete sorolja fel. Ez a jelzés csupán a megfogalmazás eredetét és a szerzői jogokat jelzi, nem szolgál a cikkben szereplő információk forrásmegjelöléseként.